# Dirk Hielscher
Dirk Hielscher (* 17. Oktober 1962) ist ein ehemaliger deutscher Fußballspieler.
Der gelernte Stürmer wechselte 1981 aus der A-Jugend des Nachbarn Bayer 04 Leverkusen zum SV Schlebusch in die Landesliga Mittelrhein. Hielscher entwickelte sich dank seiner Schnelligkeit schon bald zu einem gefährlichen Landesligastürmer und machte sich so auch für seinen Stammverein wieder interessant, der ihn 1983 zur Verstärkung seiner Oberligaamateurmannschaft zurückholte. Mit überzeugenden Leistungen in der Oberliga Nordrhein wechselte er schon bald ins Profiteam von Bayer 04. In der Fußball-Bundesliga kam er auf 20 Einsätze und erzielte dabei ein Tor. 1986 wurde Dirk Hielscher vom Zweitligisten Fortuna Köln verpflichtet, für den er bis 1990 insgesamt 113 Spiele (ein Tor) in der 2. Fußball-Bundesliga bestritt.
Hielscher spielt heute noch in der Bayer 04-Traditionsmannschaft und engagiert sich in der Leverkusener Jugendarbeit.